# Vingnötssläktet
Vingnötssläktet (Pterocarya) är ett växtsläkte av träd i familjen valnötsväxter. Släktet innehåller sex arter och förekommer i östra och sydvästra Asien. 
Några arter odlas som parkträd i Sverige.
Vingnötssläktet innehåller lövfällande träd. Bladen är parbladiga med 5-25 sågkantade delblad. Hanblommorna sitter i ensamma hängen på gammal ved eller vid basen av fjolårsskotten. Honblommorna sitter också i hängen, men i toppen av fjolårsskotten. Honblomornas hängen växer till sig efter befruktning till långa hängande fruktax. Frukten är en tvåvingad nöt